# مانس اشپربر

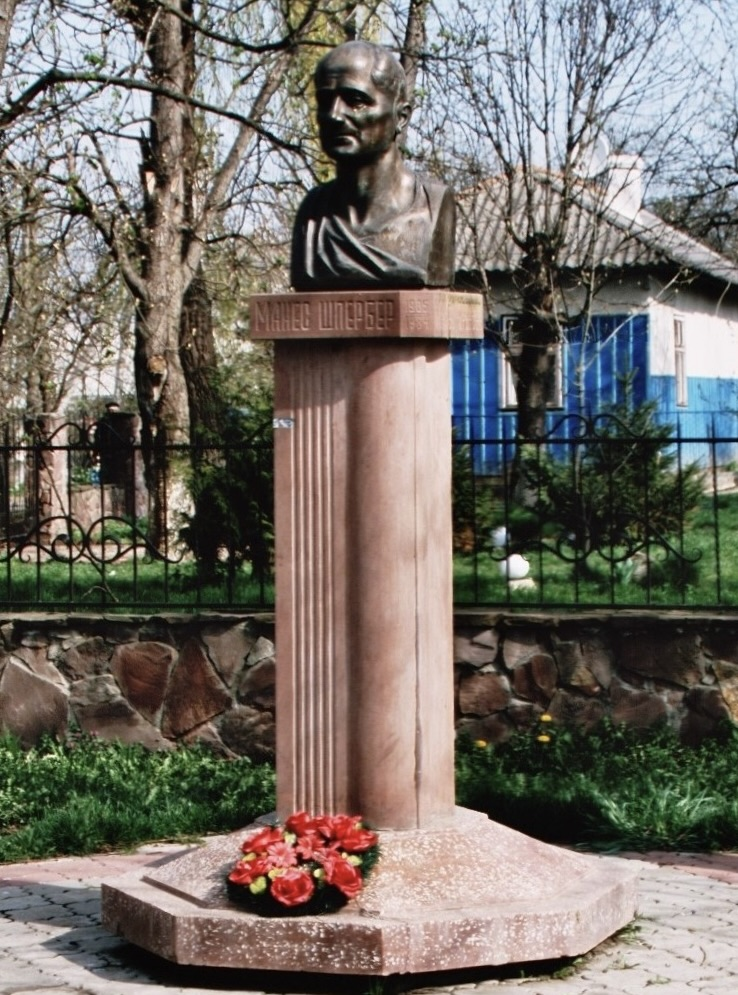
یادبود مانس اشپربر در زابولوتیو

مانس اشپربر ۱۹۰۵–۱۹۸۴ رمان‌نویس اتریشی- فرانسوی است. «نقد و تحلیل جباریت» و «قطره اشکی در اقیانوس» از جمله آثار او است. مانس اشپربر روانشناس فردی و شاگرد آلفرد آدلر، همعصر ژان پل سارتر، دوست آلبر کامو و برتولت برشت بود.

## آموزگاران و دوستان مانس اشپربر
فیلسوف و نویسنده سوسیالیست آلمانی گوستاو لاندائر که سال ۱۹۱۹ در مونیخ به قتل رسید، همچنین تاریخدانانی چون یاکوب بورگهارد و بندیتو کروچه و نیز فیزیکدانی به نام الکساندر وایس‌برگ که وی را با انقلابیون آشنا کرد.در زندگی‌اش نقش زیادی داشتند. خودش می‌گوید بدون وجود آن‌ها طور دیگری می‌اندیشیدم.
مانس اشپربر این روانشناس فردی گرچه عقاید فروید در مورد مرگ و عقده ادیپ را نمی‌پذیرفت اما «اندوه پروری» فروید را پذیرفته بود. اندوه را در راه مفید به کار می‌برد و از فاجعه و رنج به یأس نمی‌رسید.
با فاشیسم و هر نوع دیگر جباریت میانه‌ای نداشت و از همین رو در زندگی سختی‌های زیادی کشید. بارها دستگیر شد و با شکنجه و اردوگاه کار اجباری دست به گریبان بود.
مانس اشپربر یکی از دوستان میلان گور کیچ(رهبر حزب کمونیست یوگسلاوی) نیز بود که زمان استالین به مسکو احضارش کردند و دیگر برنگشت.وقتی شنید میلان گور کیچ نیز در تصفیه‌های استالینی تیرباران شده، پریشانی‌اش به اوج رسید.
به وی گفته بود نرو، نرو مسکو، ولی میلان گور کیج پاسخ داده بود: «اگر نروم جار می‌زنند فلانی خائن است… مأمور پلیس و آژان وال استریت است. و این تبلیغات ضربه وحشتناکی به حزب ما خواهد زد… بسیاری از رفقای خوب ما، سرشکسته و نومید خواهند شد. و حزب را ترک خواهند کرد…»
مانس اشپربر گرچه می‌گفت تنها از یک در می‌توان انقلاب را ترک گفت، دری که به هیچی باز می‌شود، اما در عمل همچون آرتور کستلر و آندره مالرو و اینیاتسیو سیلونه... بیرون رفت اما به وادی هیچی نیفتاد و عدالت‌خواه ماند. عدالت‌خواهی‌اش از رویدادهای ناعادلانه‌ای که براو و دوستانش گذشت مایه می‌گرفت.

## قطره اشکی در اقیانوس
مهم‌ترین اثر حماسی او که روشنک داریوش به فارسی ترجمه کرده قطره اشکی در اقیانوس است.
موضوع قطره اشکی در اقیانوس مربوط به زمان جمهوری وایمار (دوره تاریخی حدفاصل پایان جنگ جهانی اول تا روی کار آمدن حکومت نازی‌ها در آلمان) است.
سرگذشت و سرنوشت انقلابیونی است که در مبارزه به مسائلی برمی‌خورند که وجدانشان نمی‌تواند نه پیش‌بینی و نه قبول کند.
مانس اشپربر در کتاب قطره اشکی در اقیانوس گونه‌ای ارزیابی فلسفی از زندگی همراه با توصیف زندگی و واقعه‌نگاری عرضه می‌کند.
در این کتاب هم می‌بینیم که مانس اشپربر از بدیهیات عبور کرده و به واضحات و یقین‌ها دل نمی‌بندد. از نگاه او هیچ چیز قطعی نیست. او نشان می‌دهد که رد قطعیت اصولاً پیش‌شرط تفکر انقلابی واقعی است.

## آثار مانس اشپربر
مانس اشپربر به ترجمه مزامیر تِهیلِم (نیایش‌های پرستش) هم می‌اندیشید. از صبر ایوب، از ارمیای نبی و شک آگاهانه او سخن می‌گفت و ابایی نداشت حتی با صدای بلند انجیل بخواند. کتاب مقدس روی او تأثیر گذاشته و عنوان بخش نخست قطره اشکی در اقیانوس (بوته سوخته) را از سفر خروج گرفته بود.
برخی آثار او از این قرارند:
- قطره اشکی در اقیانوس
- سقاهای خدا
- هشدار بیهوده
- تا سنگ بر چشمانم نهند
- روانشناسی فرد انقلابی
- ما و داستایوفسکی (مناظره با هاینریش بُل)
- شارلاتان و زمانه‌اش
- هفت پرسش در مورد خشونت
- پاشنه آشیل (درک پلیسی از تاریخ)
- دربارهٔ نفرت
- وضعیت‌های عوضی
- زیارت اتوپیا
- خوش‌اقبالی یا بداقبالی روشنفکران در سیاست
- وصیتنامه روانشناختی من
- آلفرد آدلر، انسان و مکتبش
- آلفرد آدلر یا فقر روانشناسی
- نقد و تحلیل جباریت
- چوریان یا یقین باورنکردنی[۱۱]